# Bandera de Latacunga
La bandera de la ciudad de Latacunga y del Cantón Latacunga fue adoptada oficialmente el 26 de mayo de 1972 por el Concejo Municipal de Latacunga, durante la alcaldía de Rafael Cajiao Enríquez. Se compone de un rectángulo de proporción 3:2 y consta de dos franjas horizontales de igual tamaño. Ambos colores fueron inspirados en el escudo de la ciudad y la bandera nacional.